# Варис Али Мирза
Сеид Варис Али Мирза Хан Бахадур (бенг. ওয়ারিস আলী মির্জা; 14 ноября 1901 — 20 ноября 1969) — третий наваб Муршидабада (23 октября 1959 — 20 ноября 1969), старший сын и преемник Васифа Али Мирзы. После его смерти в 1969 году начался длительный спор о наследнике между его потомками, который был разрешен только в 2014 году Верховным судом Индии.

## Биография
Варис Али родился 14 ноября 1901 года в Муршидабаде. Старший сын Васифа Али Мирзы (1875—1959), второго наваба Муршидабада (1906—1959), от его первой жены, Султан Дулхан Фахфур Джахан Бегум Сахибы. Дедушкой Вариса Али по материнской линии был Уала Кадир Сеид Хусейн Али Мирза Бахадур.
Варис Али носил титул наваба Муршидабада в течение десяти лет, с 1959 года до своей смерти 20 ноября 1969 года в Калькутте. Хотя у него осталось три сына и три дочери, после его смерти последовало долгое междуцарствие из-за спора о престолонаследии, вызванного лишением наследства его детей по целому ряду причин.
В августе 2014 года Верховный суд Индии постановил, что Мохаммед Аббас Али Мирза, племянник Вариса Али Мирзы, является четвертым навабом Муршидабада.

## Награды

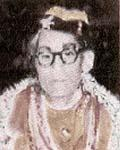
Варис Али Мирза в старости.

- Почетный паж королевы-императрицы Марии во время её турне по Индии со своим мужем, Георгом V (1911—1912)
- Серебряная медаль Дели Дарбар (1911)
- Медаль Серебряного юбилея короля Георга V (1935)
- Коронационная медаль Георга VI (1937)

## Семья

### Жены
- Зинат ун-Ниса Бегум Сахиба (урожденная Мозель Мейер). Она была женой Вариса Али с августа 1921 по 29 марта 1932 года (в разводе). Она была еврейского происхождения, родилась в 1908 году, дочь Рубена и Флоры Мейер. Зинат Ун-Ниса Бегум умерла в Харроу, Мидлсекс, в 1968 году.
- Вахид Ун-Ниса Бегум Сахиба (урожденная Мюриэль Фрэнсис Макхеллан). Она родилась 23 ноября 1905 года в Лондоне.

### Потомки
Варис Али имел трех сыновей и трех дочерей:
- Сеид Вакиф Али Мирза Бахадур (Сунни-Сахиб) (16 февраля 1923, Калькутта — 14 мая 2008, Мельбурн, Австралия). Он был сыном Зинат-ун-Нисы Бегум. Он был исключен из наследства его отцом 9 июля 1963 года за заключение немусульманского брака и за то, что не исповедовал мусульманскую религию (это было поставлено под сомнение высоким судом Калькутты 6 ноября 1990 года). Он не предпринимал никаких шагов в течение своей жизни, чтобы стать преемником отца, но, будучи иностранным гражданином, они вряд ли мог бы получить признание правительства Индии. Вакиф Али женился на «Зеб-ун-Нисе Бегум Сахибе» (урожденная Дина Lawyer) и «Мириам Бегум Сахибе» (урожденная Маргарет Эвелин Ван Дорт). У него был один сын и две дочери:
- Сеид Вакир Али Мирза (Чиппу-Сахиб) (род. 1930), сын Зинат ун-Нисы Бегум.
- Ранджит Кумар Гхосе (род. 1930), приёмный сын Вариса Али и его второй жены Вахид ун-Нисы Бегум.

- Сахибзади Нигар Ара Бегум (род. 1924), дочь Зинат ун-Нисы Бегум
- Сахибзади Шаджар Ара Бегум (15 августа 1926 — 27 декабря 2000), дочь Зинат ун-Нисы Бегум. Шаджар Ара Бегум получила образование в Индии, но в 1961 году переехала в Лондон. Она продолжала участвовать в нескольких благотворительных организациях: сбор средств для лечения рака Марии Кюри, ЮНИСЕФ и организации «Антирабовладельческий Интернационал». Шаджар Ара Бегум был вице-президентом англоязычных союзов для Юго-Восточной Азии и членом Королевского общества Святого Георгия, а также Европейской Атлантики. Она была меценатом Фонда «Аша», российской организации сирот и фонда «Голос».
- Сахибзади Зеб-Ун-Ниса Бегум (1928 — 22 марта 2004), дочь Зинат ун-Нисы Бегум. Она развелась со своим первым мужем и вышла замуж за Мухаммада Азама Ханзаду (? — 2002). Зеб-ун-Ниса также скончалась в Вестминстере, Лондон, 22 марта 2004 года и была похоронена на кладбище Карпендерс-парк. У нее была дочь от первого мужа и сын от второго мужа.